# Li Peng (tafeltennisser)
Li Peng, Chinees: 李鹏, (1955) is een voormalig Chinees professioneel tafeltennisser. Li is zijn achternaam.
Hij werd, met het Chinese team, wereldkampioen op de wereldkampioenschappen tafeltennis 1975.